# Totalna odbrana
Totalna odbrana je koncept koji podrazumeva visok nivo spremnosti države i društva da se odbrane u slučajevima velikih opasnosti i katastrofa poput rata, kriza ili prirodnih nepogoda. Totalna odbrana u izvornom značenju predstavlja sve aktivnosti pripreme društva za rat i sastoji se od vojne, ali i civilne odbrane. Koncept totalne odbrane podrazumeva da u ratnom ili vanrednom stanju, sve funkcije društva, kako vojne, tako i civilne, budu uključene u odbrambene napore. To znači da bi u slučaju krize sve društvene ustanove, poput vojske, policije, parlamenta, vlade, vladinih agencija, lokalnih samouprava, zdravstvenog sistema, organizacija civilnog društva, preduzetnika, ali i pojedinaca, bile mobilisane u svrhu odbrane države.
Koncept totalne odbrane počeo je da se razvija nakon Drugog svetskog rata, a posebno toku Hladnog rata, prvenstveno u evropskim zemljama na granici sa Sovjetskim Savezom, ali i neutralnim zemljama, zbog straha od potencijalnih napada i invazije. Države su počele sveopštu pripremu društva za ratno stanje i krizne situacije. Prvenstveno, totalna odbrana je imala cilj da zaštiti celo društvo od opasnosti koje donosi konvencionalni rat, koji se vodi na tradicionalan način, međutim razvojem i uvećanem nuklearnih arsenala u više država sveta, koncept se proširivao i na pripremu celokupnog stanovništva za slučaj nuklearne opasnosti. Pred kraj Hladnog rata razvoj koncepta je usporio, a u nekim državama njegova primena je obustavljena, prvenstveno jer se smatralo da je raspadom Sovjetskog Saveza svaka realna pretnja od invazije ili nuklearnog rata smanjena ili potpuno nestala. Ipak on se proširio na više kontinenata, a poznat primer je Singapur, u kome je totalna odbrana integrisana u koncept nacionalne odbrane.
U Evropi nakon kratkog zastoja pred kraj i nakon Hladnog rata, totalna odbrana je uključena u strategije nacionalne odbrane Švedske, Švajcarske, Austrije i baltičkih zemalja. Jedan od razloga za ponovno obnavljanje razvoja ovog koncepta, posebno u zemljama Baltika, jeste tenzija i zaoštravanje odnosa između Rusije i Zapada.
Ipak koncept je doživeo promene, koje se pre svega odnose na njegov cilj. Totalna odbrana više nije samo koncept zaštite stanovništva od konvencionalnog i nuklearnog rata. Proces globalizacije i razvoj tehnologije doneli su nove pretnje za bezbednost država, zato je bilo neophodno dodatno proširiti koncept totalne odbrane. Nove pretnje koje ugrožavaju države i njihovo stanovništvo, poput terorizma, sajber napada, lažnih informacija, prirodnih katastrofa uzrokovanih klimatskim promenama i slično, navele su vlade da primenu koncepta totalne odbrane prilagode novim okolnostima. Tako je koncept totalne odbrane dobio i nove elemente poput psihološke ili sajber odbrane.
Koncept totalne odbrane nije univerzalan, već postoje različiti modaliteti njegove primene u praksi država. Razlike se mogu uočiti na osnovu elemenata ovog koncepta, odnosno njihove upotrebe. Postizanje apsolutne zaštite stanovništva nije moguće i zahteva značajne resurse i troškove, iz tog razloga države prave proračune kako da dostignu najveći mogući nivo spremnosti stanovništva za krizne situacije. Najčešće se odlučuju za određene kombinacije elemenata totalne odbrane, koje su prilagođene njihovim mogućnostima i nivou ugroženosti. Posebno važni elementi su obavezno služenje vojnog roka, snage teritorijalne odbrane, civilna odbrana, ekonomska i psihološka odbrana.

### Obavezno služenje vojnog roka
Služenje vojnog roka predstavlja službu i obuku gradjana u vojsci, koja traje određeni vremenski period. Cilj obuke je da se građani pripreme za delovanje i regrutaciju u slučaju ratnog stanja, a da takođe budu spremni za pomoć vojsci i drugim službama tokom mira u slučaju prirodnih katastrofa i drugih kriznih situacija. Većina država koje su usvojile koncept totalne odbrane oslanjaju se na obavezno služenje vojnog roka. Švedska je ukinula obavezu služenja vojnog roka 2010, međutim, 2018. godine ga je vratila zbog nove bezbednosne dinamike u regionu. Slično, u Litvaniji je ukinuta obavezna vojna služba 2008, ali je 2015. godine vraćena zbog novonastale geopolitičke situacije i nedostatka kadrova u oružanim snagama.
Norveška ima univerzalnu obavezu služenja vojnog roka, koja od 2016. godine uključuje i žene.U Singapuru, svi muškarci stariji od 18 godina obavezni su da prođu nacionalnu službu u trajanju od dve godine u oružanim snagama, snagama civilne odbrane ili policije.
Jedina zemlja koja je usvojila koncept totalne odbrane, a nema obavezu služenja vojnog roka je Letonija u kojoj je on ukinut početkom 2007. godine. Umesto toga, Letonija se odlučila da razvija profesionalnu vojsku i Nacionalnu gardu (Zemessardze) - snage teritorijalne odbrane koje se popunjavaju na dobrovoljnoj bazi.

### Snage teritorijalne odbrane
Švedska, kao prva zemlja u kojoj je počela primena koncepta totalne odbrane, koristila je njegove elemente dugo vremena, posebno obavezno služenje vojnog roka, međutim sa ovim elementom je povezana i teritorijalna odbrana, još jedan element totalne odbrane. Švedska Domovinska garda predstavlja deo odbrambenih snaga ove države i klasifikuje se u snage teritorijane odbrane. Formirane u procesu primene koncepta totalne odbrane, jedinice Domovinske garde su borbene grupe sa glavnom odgovornošću da štite, čuvaju i nadgledaju švedsku teritoriju, a takođe pružaju podršku društvu u vreme kriza. Domovinsku gardu čine rezervisti podeljeni u dve grupe: gardijske čete- stacionirane lokalne rezervne jedinice i operativne grupe- pokretne jedinice sa vozilima i opremom za hitne situacije. Formiranjem Domovinske garde vreme potrebno za organizaciju delovanja u krizama se višestruko smanjilo. Ove jedinice su važne za delovanje tokom šumskih požara, poplava, pandemija ili čak potrage za nestalim ljudima. Svi koji služe u ovim jedinicama su dobrovoljci. Prilikom pristupanja potpisuje se ugovor o službi na određen broj dana u godini.
Norveška takođe poseduje jedinice Domovinske garde u sklopu teritorijalne odbrane, koje služe za brzu mobilizaciju, kada je neophodno. To su jedinice za hitne slučajeve i sastoje se od oko 40000 pripadnika raspoređenih širom dražve. Prednost pripadnika Domovinske garde je njihovo dobro poznavanje lokalnih uslova, za razliku od regularnih vojnih snaga, koje prethodno treba da ih prouče. Razlika u odnosu na Domovinsku gardu u Švedskoj je što u Norveškoj samo oko 3000 pripadnika čine dobrovoljci, među kojima su i obučeni vojnici, dok ostatak čine vojnici nakon završene osnovne obuke u trajanju od godinu dana.
U Estoniji obavezno služenje vojnog roka i teritorijalna odbrana su povezani kroz sistem kontrole. Snage teritorijalne odbrane su organizovane po oblastima administrativne podele zemlje i sastoje se od 14800 članova. Glavni zadatak je suprotstavljanje tenkovskim jedinicama, ali u miru imaju ulogu sličnu ostalim grupacijama ovog tipa: spasilačke misije, delovanje tokom kriza, zaštita infrastrukture i nadgledanje granica, zaštita od sabotaže.  Nacionalna garda u Letoniji, sastavljena od oko 8000 pripadnika, izvodi anti-tenkovske i anti-vazduhoplovne operacije. Litvanske Nacionalne odbrambene volonterske snage u slučaju rata sprovode anti-tenkovske aktivnosti i učestvuju u urbanom ratovanje. Letonske i litvanske teritorijalne odbrambene snage takođe mogu da učestvuju i u međunarodnim operacijama. U miru, ove jedinice najčešće obučavaju rezerviste i reaguju u kriznim situcijama, pomažu u spasilačkim misijama i sarađuju sa policijom, graničnom policijom i vatrogaasnim jedinicama.

### Civilna odbrana
Koncept totalne odbrane ne podrazumeva samo vojnu pripremu stanovništva, već i da stanovništvo bude spremno i na oprezu, kako bi efikasno delovalo u slučaju  krizne situacije. Vojska, policija i hitne službe ne mogu uvek biti prisutne ili lako dostupne, iz tog razloga je važna uloga stanovništva da adekvatno odreaguje i pruži neophodne usluge i zaštitu, odnosno da preuzme ulogu hitnih službi. Nekada je uloga ovih službi ključna da bi se društvo brzo oporavilo od katastrofe i kako bi se vanredno stanje ukinulo. Neke svakodnevne akcije koje stanovništvo može da preduzme u cilju poboljšanja civilne odbrane jesu obučavanje za delovanje u vanrednim situacijama, obuka za pružanje prve pomoći, dobrovoljno davanje krvi, obuka za preduzimanje mera tokom pandemija i drugih nevojnih situacija koje ugrožavaju nacionalnu bezbednost odredjene države i njenog društva.
U Švedskoj civilna odbrana je posao koji obavljaju agencije centralne vlade, opštine, okružna veća i regije, privatne kompanije i dobrovoljne organizacije. Ovaj rad ima za cilj da zaštiti civilno stanovništvo i da osiguraju, na primer, zdravstvenu zaštitu, transportni sistem i ostalu ključnu infrastrukturu. U slučaju ratne pretnje i rata, švedski građani takođe moraju biti u stanju da pomognu oružanim snagama. Takođe, Švedska je izdala i kratku brošuru za građane kako bi se upoznali sa konceptom totalne odbrane i savetima šta preduzeti u slučaju krize. Brošura opisuje brojne načine za pripremu za vanredne situacije, poput skladištenja nepropadljive hrane i čiste vode za piće, obezbeđivanja toplote i održavanja komunikacije sa porodicom, prijateljima i vlastima.
Singapur takođe poseduje vladinu agenciju koja se bavi civilnom odbranom pod nazivom Singapurske snage civilne odbrane i usko su povezane sa elementom teritorijalne odbrane. Uloga ovih snaga je da obezbede pružanje vatrogasnih, spasilačkih i hitnih medicinskih usluga, kao i sprovođenje propisa civilne odbrane. Singapur je uspostavio sistem koji se sastoji iz četiri dela kako bi obezbedio civilnu odbranu i na osnovu njega funkcioniše: upozorenje; zaštita; spasavanje; komandovanje, upravljenje i komunikacija. Snage imaju integrisani sistem koji obezbeđuje efikasnu kontrolu resursa i raspoređivanje ljudi tamo gde su najpotrebniji tokom vanrednih situacija. Organizaciona struktura ovih snaga predstavlja mešavinu volontera i stručnjaka za određenu oblast. Zadatak sektora u okviru ovih snaga je da stvori svesne, savesne, spremne i odgovorne građane, da ih obuči kako da se zaštite od novih pretnji i da koriste najnovije tehnologije. Posebne grupe u okviru civilne odbrane u Singapuru brinu o raspodeli ključnih resursa, usluga i ljudstva, ali i o koordinaciji akcija civilne odbrane i celokupnog stanovništva.

### Psihološka odbrana
Psihološka odbrana podrazumava da je stanovništvo otporno na uticaje koji imaju za cilj da unesu pometnju i paniku u društvo i da tako prouzrokuju podele koje bi oslabile državu i ugrozile njenu bezbednost. Solidarnost i saosećanje sa članovima zajednice su važni preduslovi za uspeh civilnog aspekta odbrane države, zato je neophodno sačuvati ih u kriznim situacijama.
U nekim državama, posebna pažnja se posvećuje borbi protiv lažnih vesti i otpornosti građana na dezinformacije u kriznim situacijama. Švedska je tako u svom priručniku za građane istakla da  je od velike važnosti kritička procena svakog izvora informacija, kako bi se otkrila neprijateljska propaganda i daje se kratko uputstvo kako se to postiže.
Psihološka odbrana je našla mesto i u Strategiji nacionalne odbrane Estonije. U njoj se ističe da psihološka odbrana uključuje razvoj i zaštitu zajedničkih vrednosti koje su povezane sa kohezijom i bezbednošću društva. Psihološka sigurnost meri se u sposobnošću društva da se odupre neprijateljskim uticajima, poput propagande i širenja lažnih informacija.
Još jedan aspekt totalne odbrane usko povezan sa psihološkom odbranom,  je socijalna odbrana. Socijalna odbrana se odnosi na jačanje veza između različitih etničkih, verskih i kulturnih grupa koje grade međusobno poverenje i razumevanje, tako da država ostaje snažna i jedinstvena, posebno u vreme nacionalnih izazova. U multikulturalnom i multietničkom društvu, sprovođenje socijalne odbrane uključuje prihvatanje i pomaganje ljudima različitih religija i etničkih grupa, poštujući potrebe, verske i kulturne prakse drugih. Posebna primena ovog elementa totalne odbrane je zapažena u Singapuru, koji je multietnička država. U okviru njegove psihološke odbrane, primenjuju se elementi koji sadrže osnovne ciljeve socijalne odbrane: ističe se ponos građana što pripadaju državi i njihova spremnost da je brane, poznavanje i negovanje zajedničke istorije, kulture i vrednosti, podstiče se edukacija o drugim kulturama i druženje sa njihovim pripadnicima kako bi se ojačale međusobne veze, pomaganje siromašnijima svih etničkih grupa, pomoć u integraciji novih građana.

### Ekonomska odbrana
Ekonomska odbrana je najširi element totalne odbrane, i uz psihološku odbranu je jedan od onih koji se primenjuju i pripremaju konstantno, nezavisno od ratnog stanja, mira ili postojanja ili odsustva kriznih situacija. Ovaj element je najteži za primenu, jer većina država nije sposobna da obezbedi totalnu ekonomsku nezavisnost i izolaciju od okruženja. Ekonomska odbrana podrazumava da država u saradnji sa sindikatima, zaposlenima, preduzetnicima i ostalim građanima obezbedi stabilnu, ali i elastičnu ekonomiju koja može da se prilagođava naglim promenama okolnosti. Takođe, država mora svojom politikom obezbediti da njena privreda bude konkurentna u međunarodnoj trgovini, te da ne postoji opasnost da usled ekonomskih kriza zapadne u kolaps. Najčešće akcije koje države sprovodi kako bi osigurala svoju ekonomiju jesu mere štednje, socijalna zaštita stanovništva, pomoć preduzetnicima, starijima, nezaposlenima.
Ekonomska odbrana se ne oslanja isključivo na akcije država, već podrazumeva i brojne korake preduzete od strane pojedinaca i organizacija koje imaju uticaj na ekonomsku sferu. Države teže i sve manjim socijalnim izdacima. Stanovništvo treba što manje da se oslanja na državnu pomoć i da bude samo sposobno da izdržava sebe. Singapur kao najuspešnija zemlja u primeni ovog elementa je pobrojao aktivnosti koje preduzima da bi osigurao svoju ekonomiju, a u njima je istakao i ulogu pojedinaca:
1. Konstantno učenje i kontinuirano usavršavanje veština kako bi se stanovništvo prilagodilo promenljivim potrebama privrede i tržištu rada
2. Štednja, pametna ulaganja i potrošnja
3. Spremnost za оskudicu ili vreme ekonomskih kriza
4. Štednja energije, vode i povećanje ekološke svesti

Ekonomska odbrana je povezana i sa ekološkom bezbednošću, posebno ekološkom održivošću i nedostatkom resursa. Države preduzimaju kampanje kako bi podigle svest stanovništva o održivoj upotrebi dostupnih resursa i njihovoj štednji. Pojedinci bi trebalo da štede ili skladište resurse koji su dostupni u malim količinama, a lako se troše. Takođe važne su mere protiv zagađenja i kvalitet odlaganja otpada. Zdrava životna sredina predstavlja osnovu održivog ekonomskog razvoja.

### Sajber odbrana
U savremenim uslovima i sa razvojem moderne tehnologije države koje su usvojile koncept totalne odbrane najčešće u nju uključuju i odbranu u sajber prostoru. Neretko se dešava da države budu meta hakerskih napada, bilo od strane drugih država ili pojedinačnih terorističkih i drugih organizovanih grupa. Hakerski napadi i druge vrste ugrožavanja sajber bezbednosti ugrožavaju preduzeća, ali i građane. Zato je jedna od mera primene koncepta totalne odbrane, informisanje i upućivanje građana u opasnosti digitalnog prostora, ali i obučavanje za zaštitu od sajber napada, krađe informacija i podataka. 
Neke države poput Singapura, svoje građane obučavaju za reagovanje u slučajevima sajber napada i smatraju ih prvom linijom odbrane. Visok stepen otpornosti stanovništva na ugrožavanje sajber bezbednosti deluje kao mera odvraćanja protiv većih i opasnijih napada. Pojedinac je prva linija odbrane od digitalnih pretnji i zato se mora edukovati i ići  u korak sa novim tehnologijama.
Švedska je digitalnu odbranu uvrstila u svoju brošuru za građane, ali i Nacionalnu strategiju odbrane, ističući da danas celo društvo zavisi od funkcionalnog IT sistema. Švedski model sajber odbrane predstavlja kombinaciju delovanja vlasti, pojedinaca, posebnih privatnih organizacija i drugih nacionalnih i međunarodnih aktera.
Estonija je takođe sajber bezbednost uključila u svoju nacionalnu strateguju odbrane. Poput Švedske, ona ističe važnost saradnje na više nivoa kako bi se postigla sigurnost u digitalnom svetu i omogućilo neometano funkcionisanje države, koja se sve više oslanja na IT usluge. Predlažu se neophodne mere kako bi se ostvario cilj: saradnja svih nivoa društva, treniranje eksperata, obučavanje građana, podizanje svesti o opasnostima u online prostoru, spremnost da se reaguje pravilno u slučaju da se problem pojavi.
U Strategiji odbrane Republike Srbije iz 2009. godine prvi put je spomenuta primena koncepta totalne odbrane. Prema ovom dokumentu totalna odbrana podrazumeva stvaranje neophodnih uslova za integralno angažovanje svih subjekata sistema odbrane.. Međutim, ova Strategija nije razradila značenje i plan primene ovog koncepta u Republici Srbiji.
Strategija nacionalne bezbednosti usvojena krajem 2019. godine, kao i Strategija odbrane, govori  o oslanjanju na totalnu odbrane, međutim, formulacija nije dodatno razrađena, a izostao je i plan ili način primene koncepta, kao i njegovo značenje. U novim strateškim dokumentima naglašeno je da totalna odbrana podrazumeva vojnu i civilnu odbranu, kao i sveobuhvatni odgovor sistema odbrane na izazove, rizike i pretnje.
Građani Srbije još uvek nisu upoznati kakav model totalne odbrane će Srbija razvijati, kao ni šta će totalna odbrana podrazumevati u praksi. Prema iskustvima drugih zemalja koje su usvojile ovaj koncept, mogu se očekivati izvesne promene u nacionalnom bezbednosnom sistemu kakav postoji danas, pre svega veće uključivanje civilnog stanovništva u odbranu zemlje. Neke prakse koje su već počele da se sprovode podsećaju na elemente totalne odbrane. Na primer, zakonske izmene iz 2018. godine omogućile su uvođenje izbornog predmeta o odbrani u srednje škole, kao i dvonedeljne obuke za rezerviste starije od 30 godina. Veoma je važno da građani budu pravovremeno informisani i uključeni u javnu raspravu o razvoju koncepta totalne odbrane u Srbiji, s obzirom da će direktno uticati na njihov svakodnevni život.
1. ↑  „Resilience: Planning for Sweden’s “Total Defence””. NATO Review (на језику: енглески). 2018-04-04. Приступљено 2020-11-09.
2. ↑  „Support and Cooperation: A description of the total defence in Norway” (PDF). Norwegian Ministry of Defence, Norwegian Ministry of Justice and Public Security. 2018-05-08. Приступљено 2020-11-09.
3. ↑  „Fact Sheet: Evolution and History of Total Defence over the past 35 years”. www.mindef.gov.sg (на језику: енглески). Архивирано из оригинала 13. 02. 2023. г. Приступљено 2020-11-09.
4. 1 2  Szymański, Piotr (2015-03-20). „The Baltic states’ Territorial Defence Forces in the face of hybrid threats”. OSW Centre for Eastern Studies (на језику: енглески). Приступљено 2020-11-09.
5. ↑  „The Swedish “Total Defence””. Warsaw Institute. Baltic Monitor (на језику: енглески). 2018-06-15. Приступљено 2020-11-09.
6. ↑  Regeringskansliet, Regeringen och (2017-03-02). „Sweden re-activates conscription”. Regeringskansliet (на језику: енглески). Приступљено 2020-11-09.
7. ↑  „Military Service”. LITHUANIAN ARMED FORCES. Ministry of National Defence. Архивирано из оригинала 13. 02. 2016. г. Приступљено 2020-11-09. Невалидан унос |dead-url=dead (помоћ)
8. ↑  Deutsche Welle, (www.dw.com), Conscription for women in Norway | DW | 07.06.2017 (на језику: енглески), Приступљено 2020-11-09
9. ↑  „CMPB | Discover NS”. Central Manpower Base (CMPB) (на језику: енглески). Архивирано из оригинала 24. 02. 2022. г. Приступљено 2020-11-09.
10. ↑  Jermalavicius, Tomas. „To Draft or Not to Draft: Defence Policy Choices in Lithuania and Latvia”. ICDS (на језику: енглески). Приступљено 2020-11-09.
11. ↑  Braw, Elisabeth (2018-03-13). „Scandinavia’s Homeland Defence: A Model for Other Countries?”. RUSI (на језику: енглески). Архивирано из оригинала 10. 02. 2021. г. Приступљено 2020-11-09. Невалидан унос |dead-url=dead (помоћ)
12. ↑  „Home Guard: Society's Soliders”. Försvarsmakten (на језику: енглески). Swedish Armed Forces. Приступљено 2020-11-09.
13. ↑  „The Norwegian Home Guard”. Norwegian Armed Forces (на језику: енглески). FORSVARET. Приступљено 2020-11-09.
14. 1 2 3  „If crisis or war comes” (PDF). Swedish Civil Contingencies Agency (MSB). Приступљено 2020-11-09.
15. ↑  „Roles & Functions”. Singapore Civil Defence (SCDF) (на језику: енглески). Приступљено 2020-11-09.
16. 1 2  „National Defence Strategy of Estonia” (PDF). Estonian Ministry of Defence. Приступљено 2020-11-09.
17. 1 2 3  „What is Total Defence?”. www.mindef.gov.sg. Government of Singapore, MINDEF. Архивирано из оригинала 02. 12. 2020. г. Приступљено 2020-11-09.
18. ↑  „Defense economics”. Encyclopedia Britannica (на језику: енглески). Приступљено 2020-11-09.
19. ↑  Eco-Business. „'Total Defence' for the environment”. Eco-Business (на језику: енглески). Приступљено 2020-11-09.
20. ↑  „Strategija odbrane Republike Srbije” (PDF). Službeni glasnik RS br. 88/2009-60. 2009. Приступљено 2020-11-09.
21. ↑  „Strategija nacionalne bezbednosti Republike Srbije”. www.pravno-informacioni-sistem.rs. Službeni glasnik RS 94/2019-13. Приступљено 2020-11-09.
22. ↑  „Strategija odbrane Republike Srbije” (PDF). Službeni glasnik RS br. 94/2019-4. 2019. Приступљено 2020-11-09.
23. ↑  Đokić, Katarina (2020). „Vojna neutralnost: nećemo u NATO, možemo sami?”. Beogradski centar za bezbednosnu politiku (на језику: српски). Приступљено 2020-11-09.
24. ↑  Ignjatijević, Marija (2020). „Zakonske izmene kao reakcija na odliv kadrova iz sistema odbrane”. Beogradski centar za bezbednosnu politiku (на језику: српски). Приступљено 2020-11-09.

- Beogradski centar za bezbednosnu politiku BCBP

- Ministarstvo odbrane Singapura
- Ministarstvo odbrane Švedske
- Ministarstvo odbrane Estonije
- Snage civilne odbrane Singapura - Singapore Civil Defense Forces SCDF
- Varšavski institut - Warsaw institute
- Oružane snage Švedske
- Nacionalna služba Singapura - Central Manpower Base CMPB